# Apis mellifera caucasia
A abelha-caucasiana (Apis mellifera caucasia) é uma abelha social, originária do Sul da Rússia, cujas operárias medem de 12 mm a 13 mm de comprimento e apresentam coloração acinzentada ou amarelada. É considerada a mais mansa das abelhas utilizada na apicultura.